# Aloe fleuretteana
Aloe fleuretteana é uma espécie de liliopsida do gênero Aloe, pertencente à família Asphodelaceae.